# Aoi Ito
Aoi Itō (jap. 伊藤 あおい Itō Aoi; ur. 21 maja 2004) – japońska tenisistka.

## Kariera tenisowa
W karierze zwyciężyła w czterech turniejach singlowych i dziewięciu deblowych rangi ITF.

## Finały turniejów WTA 125
| Legenda                   | Legenda |
| ------------------------- | ------- |
| Wielki Szlem              |         |
| Igrzyska olimpijskie      |         |
| WTA Tour Championships    |         |
| od 2021                   |         |
| WTA 1000 (obowiązkowe)    |         |
| WTA 1000 (nieobowiązkowe) |         |
| WTA 500                   |         |
| WTA 250                   |         |
| WTA 125                   |         |

### Gra pojedyncza 1 (1–0)
| Końcowy wynik | Nr | Data            | Turniej  | Nawierzchnia | Przeciwniczka | Wynik finału |
| ------------- | -- | --------------- | -------- | ------------ | ------------- | ------------ |
| Zwyciężczyni  | 1. | 4 stycznia 2025 | Canberra | Twarda       | Wei Sijia     | 6:4, 6:3     |

## Finały turniejów ITF
| turnieje z pulą nagród 100 000 $ (W100) |
| turnieje z pulą nagród 80 000 $ (W80)   |
| turnieje z pulą nagród 60 000 $ (W75)   |
| turnieje z pulą nagród 40 000 $ (W50)   |
| turnieje z pulą nagród 25 000 $ (W35)   |
| turnieje z pulą nagród 15 000 $ (W15)   |

### Gra pojedyncza 10 (4–6)
| Rezultat     |    | Data       | Turniej   | ($)     | Naw.     | Przeciwniczka      | Wynik          |
| Finalistka   | 1. | 26/03/2023 | Hinode    | 15 000  | Twarda   | Natsumi Kawaguchi  | 4:6, 3:6       |
| Zwyciężczyni | 1. | 11/06/2023 | Kashiwa   | 15 000  | Twarda   | Kisa Yoshioka      | 6:4, 6:1       |
| Finalistka   | 2. | 11/02/2024 | Burnie    | 60 000  | Twarda   | Maya Joint         | 6:1, 1:6, 5:7  |
| Finalistka   | 3. | 24/03/2024 | Hinode    | 15 000  | Twarda   | Maegan Manasse     | 3:6, 2:6       |
| Finalistka   | 4. | 26/05/2024 | Goyang    | 40 000  | Twarda   | Hanna Chang        | 6:7(2), 4:6    |
| Zwyciężczyni | 2. | 09/06/2024 | Kawaguchi | 15 000  | Twarda   | Mao Mushika        | 6:1, 6:4       |
| Zwyciężczyni | 3. | 29/09/2024 | Nanao     | 40 000  | Dywanowa | Ayano Shimizu      | 6:2, 6:1       |
| Finalistka   | 5. | 10/11/2024 | Hamamatsu | 25 000  | Dywanowa | Mei Yamaguchi      | 6:4, 3:5 krecz |
| Zwyciężczyni | 4. | 24/11/2024 | Takasaki  | 100 000 | Twarda   | Wei Sijia          | 7:5, 6:4       |
| Finalistka   | 6. | 13/07/2025 | Corroios  | 40 000  | Twarda   | Witalija Djaczenko | 2:6, 3:6       |

### Gra podwójna 16 (9–7)
| Rezultat     |    | Data       | Turniej   | ($)     | Naw.          | Partnerka         | Przeciwniczki                   | Wynik             |
| Finalistka   | 1. | 25/07/2022 | Caloundra | 15 000  | Twarda        | Nanari Katsumi    | Monique Barry Vivian Yang       | 2:6, 6:7(5)       |
| Zwyciężczyni | 1. | 30/07/2022 | Caloundra | 15 000  | Twarda        | Nanari Katsumi    | Monique Barry Stefani Webb      | 6:2, 6:2          |
| Finalistka   | 2. | 01/10/2022 | Nanao     | 25 000  | Dywanowa      | Rinon Okuwaki     | Funa Kozaki Ikumi Yamazaki      | 6:3, 6:7(5), 5–10 |
| Zwyciężczyni | 2. | 15/10/2022 | Hamamatsu | 25 000  | Dywanowa      | Haruna Arakawa    | Erina Hayashi Kanako Morisaki   | 6:1, 7:6(6)       |
| Zwyciężczyni | 3. | 22/04/2023 | Osaka     | 15 000  | Twarda        | Mio Mushika       | Choi Ji-hee Lee Ya-hsuan        | 6:4, 6:7(5), 10–6 |
| Zwyciężczyni | 4. | 17/06/2023 | Kawaguchi | 15 000  | Twarda        | Miyu Nakashima    | Ayumi Miyamoto Lisa-Marie Rioux | 6:4, 6:4          |
| Zwyciężczyni | 5. | 01/07/2023 | Hongkong  | 25 000  | Twarda        | Erika Sema        | Momoko Kobori Ayano Shimizu     | 5:7, 6:3, 10–4    |
| Finalistka   | 3. | 26/08/2023 | Hongkong  | 40 000  | Twarda        | Erika Sema        | Momoko Kobori Ayano Shimizu     | 6:3, 3:6, 9–11    |
| Zwyciężczyni | 6. | 23/09/2023 | Kioto     | 25 000  | Twarda (hala) | Tsao Chia-yi      | Hiromi Abe Anri Nagata          | 6:2, 6:1          |
| Zwyciężczyni | 7. | 30/10/2023 | Nanao     | 40 000  | Dywanowa      | Erika Sema        | Miho Kuramochi Kanako Morisaki  | 6:2, 7:5          |
| Finalistka   | 4. | 14/10/2023 | Hamamatsu | 25 000  | Dywanowa      | Haruna Arakawa    | Hiromi Abe Natsumi Kawaguchi    | 6:3, 4:6, 4–10    |
| Finalistka   | 5. | 02/12/2023 | Jokohama  | 40 000  | Twarda        | Natsumi Kawaguchi | Liang En-shuo Tang Qianhui      | walkower          |
| Finalistka   | 6. | 11/05/2024 | Fukuoka   | 60 000  | Dywanowa      | Haruna Arakawa    | Rutuja Bhosale Paige Hourigan   | 6:3, 3:6, 6–10    |
| Finalistka   | 7. | 07/09/2024 | Inczon    | 100 000 | Twarda        | Feng Shuo         | Tang Qianhui Zheng Wushuang     | 2:6, 3:6          |
| Zwyciężczyni | 8. | 28/09/2024 | Nanao     | 40 000  | Dywanowa      | Naho Sato         | Momoko Kobori Ayano Shimizu     | 6:1, 6:3          |
| Zwyciężczyni | 9. | 21/06/2025 | Zagrzeb   | 60 000  | Ceglana       | Feng Shuo         | Arina Bułatowa Marta Matula     | 7:5, 6:3          |